# أحمد حسن (لاعب بحريني)
أحمد حسن ، لاعب كرة قدم بحريني.
و قد كان يلعب مع منتخب البحرين لكرة القدم.

## كأس الخليج 1992
و قد سجل هدف في مرمى منتخب عمان لكرة القدم.